# Petersenite-(Ce)
La petersenite-(Ce) è un minerale.